# Clifford P. Lillya
Clifford P. Lillya (Joliet, 20 januari 1910 – Ann Arbor, 3 mei 1998) was een Amerikaans componist, muziekpedagoog, trompettist en kornettist.

## Levensloop
Lillya studeerde trompet bij Hale Ascher VanderCook aan het VanderCook College of Music in Chicago en bij Edward B. Llewellyn aan het Chicago Musical College. In 1925 won hij de 1e prijs tijdens de State Solo Contest for all instruments met trompet en in het volgende jaar de 1e prijs tijdens een dergelijke wedstrijd op kornet. In 1931 behaalde hij zijn Bachelor of Music. Vervolgens studeerde hij aan de Northwestern-universiteit in Chicago bij onder anderen Veran Florent en behaalde aldaar zijn Master of Music in 1944 met een bewerking voor vocale solisten, gemengd koor en harmonieorkest van A mighty fortress is our God, by J.S. Bach. 
Hij werd trompettist in het Chicago Civic Orchestra. Hij was verder muziekleraar en instructeur aan het VanderCook College of Music, de Van Steuben Junior High School en aan scholen (Englewood College, Marshall College) in Chicago. Later werd hij docent aan de School of Music van de Universiteit van Michigan in Ann Arbor. Hij ontwikkelde zich tot een veel gevraagd docent en dirigent voor zomerscholen en Music Camps in de hele Verenigde staten. In 1971 werd hij opvolger van William D. Revelli hoofd van de afdeling voor blaas- en percussie-instrumenten. 
Als componist schreef hij werken voor verschillende genres. Hij is auteur van de Method for Trumpet and Cornet. Hij was voorzitter van de International Trumpet Guild (ITG) (1975-1977) en bestuurslid van 1977 tot 1981.

## Composities

### Werken voor harmonieorkest
- 1935 A Childhood Fantasy
- 1937 A Christmas fantasy
- 1939 Basic band book
- 1941 Deep South, rapsodie (samen met: Merle J. Isaac)
- 1942 Concert overture in g mineur
- 1943 Latin American Fantasy
- 1945 Gremlin's patrol (samen met: Merle J. Isaac)
- 1947 Summer evening serenade (samen met: Merle J. Isaac)
- 1948 From the South, overture (samen met: Merle J. Isaac)
- 1950 Two Etudes
- Achilles Overture

### Kamermuziek
- 1940 Album of favorite cornet and trumpet solos, voor kornet (of trompet) en piano

### Pedagogische werken
- 1937-1940 Method for Trumpet and Cornet
- 1952 Trumpet (cornet) technique - a summary of basic skills, applied music theory, orchestra and band routine, recital and chamber music literature
- Improving intonation with movable slides

## Publicaties
- The Watkins-Farnum Performance Scale for All Band Instruments, in: Journal of Research in Music Education, v2 n2 (Autumn, 1954): pp. 173-174
- Why the C trumpet?, Elkhart, Ind. : Wurlitzer Co., 196?